# Kiseiju - L'ospite indesiderato
Kiseiju - L'ospite indesiderato (寄生獣?, Kiseijū, lett. "Bestie parassite") è un manga scritto e disegnato da Hitoshi Iwaaki, pubblicato dal 1º agosto al 3 ottobre 1989 sul Morning Open Zōkan di Kōdansha e poi serializzato sulla rivista Afternoon dal 24 novembre 1989 al 23 dicembre 1995. In Italia, dopo una prima edizione a cura di Phoenix e Magic Press Edizioni lasciata interrotta il 30 agosto 2004, i diritti sono stati acquistati da RW Edizioni per Goen, che ha dato inizio alla pubblicazione dei volumi il 5 dicembre 2014. Due film live action, basati sulla serie, hanno debuttato nei cinema giapponesi rispettivamente il 29 novembre 2014 e il 25 aprile 2015. Un adattamento anime, prodotto da Madhouse e acquistato in Italia da Dynit, è stato trasmesso su NTV tra l'8 ottobre 2014 e il 25 marzo 2015.

## Trama

I protagonisti Shinichi e Destry

Shinichi Izumi è un ragazzo di diciassette anni che vive con suo padre e sua madre in un quartiere tranquillo di Tokyo. Una notte però degli alieni parassiti, dalle sembianze molto simili a quelle dei vermi, invadono la Terra con lo scopo di entrare nel corpo degli esseri umani attraverso naso e orecchie, in modo da raggiungere il loro cervello e prenderne il controllo. Tra i tanti parassiti precipitati dal cielo, uno di essi tenta di entrare proprio nell'orecchio di Shinichi mentre questi dorme, ma per fortuna non ci riesce a causa degli auricolari che indossava. Il parassita allora, avendo svegliato Shinichi ed essendo stato scoperto, non ha altra scelta che entrare nel corpo della sua vittima facendo un buco nel suo braccio destro, un'azione disperata che poi gli impedirà di raggiungere il suo cervello per sempre, perché il ragazzo riesce ad usare il cavo degli auricolari per legarsi il braccio, impedendogli di proseguire.
Pur mantenendo intelletto e intelligenza separati, Shinichi e Destry — soprannome con il quale viene battezzato il piccolo parassita che ora fa letteralmente da braccio destro al ragazzo — sono quindi costretti a vivere da questo momento in poi nello stesso corpo e a conoscersi l'un l'altro. Inoltre, siccome Shinichi ha ancora il controllo del suo cervello, i due diventano anche il bersaglio degli altri parassiti che vedono gli umani solo come cibo, cosa che li porterà a combattere insieme per la propria sopravvivenza e a stringere così un legame sempre più forte.
Mentre Destry impara la cultura e le usanze del mondo umano, imparando sentimenti estranei alla sua razza, come la compassione e l'altruismo, Shinichi dovrà affrontare tragedie e cambiamenti che cambieranno la sua vita per sempre ma che, anche grazie al suo nuovo ospite, riuscirà a superare, trovando la propria strada nel mondo.

## Personaggi
Shinichi Izumi (泉 新一?, Izumi Shin'ichi)
Doppiato da: Nobunaga Shimazaki (ed. giapponese), Alessio Puccio (ed. italiana)
Shinichi Izumi è il protagonista della serie, uno studente delle superiori il cui braccio destro è stato infettato da un parassita che chiama Destry. Inizialmente è una persona premurosa ma un po' timida e impacciata. La sua vita cambia radicalmente dopo l'incontro con Destry, diventando più consapevole e abile nel basket. Pur mostrando inizialmente riluttanza, impara a cooperare con Destry per sopravvivere contro i parassiti. Dopo la morte di sua madre e il riadattamento da parte di Destry, diventa risoluto e protettivo verso i suoi cari. Tuttavia, la fusione con Destry lo rende distante e meno empatico, portandolo a questionare la sua umanità. La sua opinione sui parassiti subisce variazioni, ma alla fine comprende che anche loro cercano solo di sopravvivere.
Destry (ミギー?, Migī)
Doppiato da: Aya Hirano (ed. giapponese), Monica Bertolotti (ed. italiana)
Destry è il parassita che ha infestato la mano destra di Shinichi. A differenza degli altri parassiti, Destry non ha sviluppato l'istinto di mangiare esseri umani poiché non ha consumato il cervello dell'ospite, permettendo così a Shinichi di mantenere la propria individualità. È uno dei principali protagonisti insieme a Shinichi e di solito si presenta come una mano destra per mimetizzarsi con il corpo di quest'ultimo, ma può trasformarsi in armi come tentacoli affilati o assumere sembianze umane per comunicare. Destry è un parassita privo delle emozioni umane, il cui scopo principale è mantenere in vita se stesso e il suo ospite, Shinichi, anche se ciò significa uccidere i suoi simili. Non esita a minacciare Shinichi quando ritiene che possa metterlo in pericolo. È intelligente, capace di apprendere il giapponese in un solo giorno e di proporre a Shinichi di lavorare insieme per sopravvivere. Destry ha una bassa opinione dell'umanità e si rifiuta di cooperare con Shinichi per eliminare i parassiti, ritenendosi un alleato solo di se stesso. Tuttavia, dopo aver fuso se stesso con Shinichi per salvarne la vita, Destry inizia a mostrare aspetti più simili a quelli umani, sviluppando una sorta di rispetto verso gli altri. Alla fine, Destry giudica l'umanità come meritevole di ammirazione per la loro capacità di preoccuparsi degli altri.
Satomi Murano (村野 里美?, Murano Satomi)
Doppiata da: Kana Hanazawa (ed. giapponese), Jessica Bologna (ed. italiana)
Satomi Murano è la seconda protagonista della serie. Inizialmente migliore amica e compagna di Shinichi Izumi, successivamente si avvicinano, sviluppando una relazione amorosa. È amica stretta di Yuko Tachikawa e Akiho Suzuki. Nel corso della serie, la loro relazione romantica è ostacolata dalla paura di Shinichi per la sua natura mostruosa e dalla paura di Satomi per il comportamento segreto di Shinichi e per le sue altalene d'umore causate dalle prove e tribolazioni della sua vita. Satomi non viene mai a conoscenza dell'esistenza di Destry, anche se una vicina esperienza di morte potrebbe averlo portato a usare le sue abilità di fronte a lei senza che Shinichi se ne accorgesse. Satomi è descritta come una ragazza molto comune, premurosa e dal cuore tenero con un atteggiamento complessivamente allegro. Si mostra interessata a Shinichi Izumi all'inizio dello spettacolo, poiché ha un debole piuttosto evidente per lui, sul quale i suoi amici la prendono in giro. Descrive persino il cambiamento di Shinichi come "figo" e lo nota anche a Shinichi stesso, anche se in seguito inizia a interrogarsi sul motivo per cui è cambiato, non gradendo la sua personalità più fredda e autoritaria. Dimostra di preoccuparsi molto sia per i suoi amici che per Shinichi, come dimostrato dal fatto che Satomi va spesso a casa di Shinichi per controllarlo quando ha saltato la scuola o quando sembra perso nei suoi pensieri. È anche perspicace, notando che c'è qualcosa di leggermente strano nella mano destra di Shinichi. Nonostante sia traumatizzata dalla morte di molti dei suoi compagni di classe durante l'ultima battaglia di Hideo, non ne parla molto. Soffre di incubi e si agita quando Shinichi continua ad essere coinvolto in eventi legati ai parassiti.
Kana Kimishima (君嶋 加奈?, Kimishima Kana)
Doppiata da: Miyuki Sawashiro (ed. giapponese), Emanuela Ionica (ed. italiana)
Kana Kimishima è una ragazza ribelle, considerata una "cattiva ragazza", che sviluppò una cotta per Shinichi Izumi. Nonostante lui non ricambiasse i suoi sentimenti, la sua morte ha lasciato un'impronta emotiva indelebile su Shinichi. Kana era una persona calma e spensierata, che trovava divertimento nel bullismo. La sua natura spensierata non le impediva di partecipare al bullismo insieme ai suoi amici, ma mostrava una sensibilità particolare quando si trattava di Shinichi Izumi. Kana era leggermente ossessionata da Shinichi e credeva fermamente di avere un legame psichico con lui. Spesso si imbarazzava per i suoi sogni su Shinichi ed era estremamente testarda dopo essersi innamorata di lui. Fece del suo meglio per mantenere separati Shinichi e Satomi Murano. Nonostante gli avvertimenti di Shinichi, Kana continuava a inseguirlo, convinta che la sua abilità fosse un dono che la collegava a lui. Affermava persino di poterlo percepire specificamente tra tutti. Tuttavia, la sua morte dimostrò che si sbagliava. La prima volta che Kana fu vista insieme a Mitsuo (il suo ragazzo), stavano picchiando Kazuki Nagai. Shinichi arrivò e cercò di difendere Kazuki, ma finì per essere picchiato anche lui. Mentre Mitsuo picchiava Shinichi Izumi, Kana prese pietà di lui e lo fermò. Mentre parlava con Shinichi, guardò nei suoi occhi e fu spaventata da ciò che vi vide. Mitsuo la chiamò per andarsene, e lei lo fece. Dopo un confronto tra Mitsuo e Shinichi, Kana sviluppò sentimenti per quest'ultimo. Nonostante le parole di Shinichi e la gelosia di Mitsuo, iniziò a seguire Shinichi e a comparire sporadicamente nella sua vita. Anche se Shinichi cercò di spiegare a Kana la vera natura delle sue abilità, lei non gli credette del tutto. Credeva ancora che la sua abilità fosse un dono destinato a Shinichi. Continuò a cercare di dimostrare che le sue abilità erano un legame con lui, nonostante ammettesse che quando "percepiva" Shinichi, incontrava anche altre persone. Nonostante le proteste che stava seguendo esseri pericolosi, continuò a cercare Shinichi. Allenandosi sempre di più per cercare Shinichi, sviluppò le sue abilità al punto che Destry avvertì Shinichi che stava mandando un segnale simile, seppur più debole, ad altri parassiti. Shinichi cercò di contattarla per incontrarla una volta di più, per implorarla di smettere di cercarlo e spiegarle che la sua testardaggine sarebbe stata la sua rovina. Durante l'incontro, Kana cercò ancora una volta di percepire Shinichi, solo per scoprire involontariamente un parassita mentre si nutriva. È stata uccisa mentre cercava di scappare da Shinichi per proteggerlo, come mostrato nei suoi sogni. Morì tra le braccia di Shinichi, cercando di raccontargli i suoi sogni. Mitsuo incolpò Shinichi per la sua morte, e fu evidente che anche Shinichi si colpevolizzava.
Reiko Tamura (田村 玲子?, Tamura Reiko)
Doppiata da: Atsuko Tanaka (ed. giapponese), Roberta De Roberto (ed. italiana)
Reiko Tamura, originariamente conosciuta come Ryouko Tamiya, è un parassita e una delle insegnanti delle scuole superiori di Shinichi Izumi. Nonostante di solito sia priva di emozioni come gli altri parassiti, dopo aver partorito è diventata sempre più materna, tanto da sacrificare la sua vita per salvare suo figlio. È un personaggio importante le cui azioni influenzano notevolmente la trama. Reiko era un parassita altamente intelligente con inclinazioni scientifiche e un desiderio di scoprire la biologia, l'origine e lo scopo dei parassiti. Spesso studiava la psiche umana insieme all'esame della propria specie. Anche se inizialmente era crudele e poco familiare alla psicologia umana come gli altri parassiti, pian piano cresceva nel comprendere le emozioni e le reazioni umane. È più logica e ragionevole rispetto a molti altri parassiti e permette a Shinichi di vivere indisturbato principalmente perché lo trova un'interessante anomalia degna di studio, nonostante gli altri parassiti lo considerino istintivamente una minaccia. Mostra curiosità sui progressi di Gotou e trova la ricerca di informazioni più importante della propria sicurezza. È piuttosto manipolatrice, capace di usare i suoi studi sulla psicologia umana e parassita per prevedere reazioni e indirizzare gli individui verso i propri obiettivi. È anche consapevole della sua maggiore capacità rispetto alla maggior parte degli altri parassiti, come si vede quando deride Kusano e i suoi compagni di squadra per credere di poterla battere in una battaglia a 3 contro 1. Inizialmente, Reiko è molto indifferente nei confronti del suo bambino, pianificando di sperimentare su di esso o di mangiarlo. Lo tiene male e lo ha "addestrato" a smettere di piangere quando lei comanda. Dopo aver partorito e allevato suo figlio, ha iniziato a sviluppare e mostrare emozioni umane, come il riso e l'amore nei confronti di suo figlio. Alla fine è sorpresa dal suo stesso attaccamento inconsapevole al suo bambino. Nonostante la sua iniziale mancanza di emozione, sembra anche sviluppare una "vena birichina", ridendo di Shirou Kuramori quando diventava confuso e rovesciava un tavolo, così come quando causava il panico in una folla di umani. Ha sacrificato il proprio corpo per proteggere suo figlio mentre la polizia sparava una pioggia di proiettili contro di lei. Prima di soccombere alle sue ferite, ha rivelato di credere veramente che umani e parassiti fossero la stessa cosa e che avesse apprezzato il tempo trascorso vivendo da "umana".
Hideo Shimada (島田 秀雄?, Shimada Hideo)
Doppiato da: Akira Ishida (ed. giapponese), Alessandro Campaiola (ed. italiana)
Hideo Shimada è un parassita con il corpo di un adolescente che decide di integrarsi nella società umana. Ha collaborato con Reiko Tamura per studiare Shinichi e Destry. Al suo primo incontro, si è rivelato un parassita relativamente pacifico. Dopo essersi confrontato con Shinichi e Destry, ha dichiarato di non avere intenzione di nuocere a Shinichi o a nessuno nella sua scuola e di essere più interessato a conoscere i due. Nonostante ciò, è emerso che Hideo non aveva problemi a brutalizzare o addirittura uccidere bulli che cercavano di provocare risse con lui e continuava a cacciare esseri umani nonostante le sue dichiarazioni a Shinichi di star imparando a mangiare cibo normale. È un giocatore attivo di sport e afferma che gli aiuta a controllare meglio il corpo del suo ospite umano. Essendo un parassita, Hideo può cambiare forma dalla testa in su, indurire le sue cellule per scopi offensivi o difensivi, oltre a rilevare altri segnali di parassiti ed emettere automaticamente il suo. Può anche massimizzare il potenziale fisico del corpo ospite e ignorare il dolore. Durante il massacro nella scuola, Hideo ha mostrato una resistenza e una durata incredibili, ricevendo molteplici colpi di proiettile al corpo e uccidendo dozzine di studenti e agenti di polizia. Si è fermato solo quando Shinichi gli ha lanciato un sasso completamente attraverso il petto per distruggere il suo cuore, uccidendolo. Hideo era consapevole degli attriti umani e dei loro attrattivi reciproci, usando la sua conoscenza per modellare il suo volto in modo che attirasse facilmente le donne a seguirlo.
Kusano (草野?, Kusano)
Doppiato da: Takaya Aoyagi (ed. giapponese), Gianluca Crisafi (ed. italiana)
Kusano è un parassita coinvolto nelle morti legate a Kuramori ed aveva dei sospetti su Reiko, temendo un tradimento. Il suo carattere reattivo e aggressivo lo portava ad essere favorevole all'uccisione di Shinichi, nonché a fidarsi del suo istinto nel giudicare Reiko. Kusano sembrava avere un ruolo di leadership nel gruppo di parassiti, come dimostrato dal suo coinvolgimento in riunioni e pianificazioni. Era pragmatico e manipolatore, usando il suo potere di persuasione per convincere altri parassiti ad unirsi nel tentativo di eliminare Reiko. Nonostante la sua apparente sicurezza, Reiko lo confrontava sul suo scarso ingegno tattico, rivelando una mancanza di creatività nei suoi piani. Durante una riunione, Kusano suggerì di uccidere Shinichi, ma Reiko lo contrastò, avvertendoli dell'ingenuità di sottovalutare l'umanità. La sua astuzia e capacità di comprendere la mente umana la rendevano un avversario formidabile. Kusano, ritenendola una minaccia, decise infine di eliminarla. In un confronto notturno, Kusano, insieme a Maesawa e Hikawa, tentò di uccidere Reiko, ma lei, con astuzia, riuscì a sfuggire. Inseguita da Kusano, finì in mezzo a una folla, distruggendo la sua immagine pubblica e mettendo in imbarazzo Kusano. Alla fine, Kusano cadde in una trappola mortale tesa da Reiko, dimostrando la sua vulnerabilità alla sua astuzia.
Uragami (浦上?, Uragami)
Doppiato da: Hiroyuki Yoshino (ed. giapponese), Daniele Raffaeli (ed. italiana)
Uragami è un serial killer che si ciba delle sue vittime e possiede la capacità di individuare i parassiti, inclusi Shinichi. È l'unico antagonista umano e, insieme a Gotou, è uno dei principali antagonisti della serie. Uragami è un assassino feroce e brutale, che trae piacere dall'uccidere persone. Sebbene abbia accettato la propria natura, si interroga sul perché sia diventato così. Si considera un vero essere umano e accusa gli altri di mentire a se stessi cercando di conformarsi agli standard della società. Pur godendo dell'omicidio, ha collaborato con l'esercito per individuare e uccidere solo i parassiti, criticando apertamente la loro incapacità di proteggere i civili. È sprezzante e irriverente verso l'autorità, non provando vergogna nel manifestare perversioni pubblicamente, e resta apatico di fronte a scene di morte e violenza, a meno che non le abbia causate lui stesso. Anche se prova grande paura di fronte a un parassita e in particolare a Gotou, dimostra solo un leggero fastidio quando si trova in una situazione simile con un altro essere umano. In modo ipocrita, dichiara che preferirebbe essere impiccato piuttosto che essere mangiato da un mostro.
Hirama (平間?, Hirama)
Doppiato da: Takuma Suzuki (ed. giapponese), Teo Bellia (ed. italiana)
Hirama è il detective che ha interrogato Shinichi dopo la morte di Kana e in seguito ha un ruolo cruciale nell'uccidere Reiko. Dotato di un forte senso di giustizia, si impegna a mettere fine ai parassiti. Ha un'intuizione acuta e anche verso la fine sapeva che Shinichi gli nascondeva qualcosa. È compassionevole e motivante, uno dei pochi detective che prova sinceramente dispiacere per Kuramori e lo convince ad aiutarli. Inizialmente, Hirama è visto con il suo collega Mita, discutendo del parassita che ha ucciso Kana. Più tardi, Hirama, dopo essere stato richiamato da Shirou Kuramori, si impegna a fondo nel caso e simpatizza con Kuramori, assicurandogli che metteranno fine ai parassiti e che lui può ancora diventare un grande detective aiutandoli. Hirama promette di fare tutto il possibile per non far essere vana la morte di Kuramori e lo nomina detective onorario. Più avanti, Hirama si trova a confrontarsi con Reiko, puntandole la pistola alla testa. Dopo averla uccisa, Reiko rivela di essere immune ai proiettili e protegge il bambino che tiene in braccio mentre si avvicina a Shinichi. Hirama ordina di cessare il fuoco per non colpire Shinichi e osserva in silenzio mentre Reiko, dopo aver passato il bambino a Shinichi, muore. Hirama poi si occupa del bambino per proteggerlo. In seguito, Hirama arriva in un istituto di ricerca insieme a Uragami, decidendo di utilizzarlo come mezzo per individuare i parassiti. Tuttavia, il tentativo fallisce quando Uragami dimostra una reazione sessuale innaturale. Alla fine, Hirama cerca di ottenere informazioni da Shinichi tramite Uragami, ma senza successo. Nel finale, Hirama riappare in un sogno di Shinichi, chiedendogli se sa qualcosa su Gotou o altri dettagli che avrebbero potuto salvare i soldati uccisi.

## Produzione
Iwaaki scelse come ambientazione una scuola superiore a causa di una scena a cui aveva pensato, in cui Destry si trasforma in un pene davanti a Satomi Murano. Iwaaki ritenne infatti che tale scena sarebbe stata più adatta a un liceo, per cui alla fine la serie ricevette un'ambientazione di questo tipo.

## Media

### Manga
Il manga, scritto e disegnato da Hitoshi Iwaaki, è stato serializzato in un primo momento sul Morning Open Zōkan di Kōdansha tra il numero F del 1º agosto e quello H del 3 ottobre 1989. La serializzazione è poi continuata sulla rivista Afternoon della stessa casa editrice, dove è iniziata dal 22 novembre 1989 al 23 dicembre 1995. Il manga è stato pubblicato in due edizioni: una in formato tankōbon e una in kanzenban.

#### Prima edizione
I capitoli del manga sono stati raccolti complessivamente in dieci volumi tankōbon, pubblicati tra il 20 luglio 1990 e il 15 marzo 1995 mentre la serializzazione era ancora in corso.
In Italia questa edizione è stata curata da Phoenix, che si è occupata della traduzione dei primi tre volumi dal 10 ottobre 1998 e il 30 marzo 2000. In seguito i diritti sono stati ceduti a Magic Press Edizioni, che ha continuato la pubblicazione dei volumi il 30 luglio 2002, partendo dal quarto volume, e che poi ha interrotto la serie all'ottavo il 30 agosto 2004.
| Nº | Data di prima pubblicazione | Data di prima pubblicazione | Data di prima pubblicazione | Data di prima pubblicazione |
| Nº | Giapponese                  | Giapponese                  | Italiano                    | Italiano                    |
| -- | --------------------------- | --------------------------- | --------------------------- | --------------------------- |
| 1  | 20 luglio 1990              | ISBN 978-4-06-314026-2      | 10 ottobre 1998             | ISBN 978-88-86435-55-0      |
| 2  | 18 gennaio 1991             | ISBN 978-4-06-314029-3      | 31 luglio 1999              | ISBN 978-88-86435-68-0      |
| 3  | 18 luglio 1991              | ISBN 978-4-06-314036-1      | 30 marzo 2000               | ISBN 978-88-86435-50-5      |
| 4  | 20 gennaio 1992             | ISBN 978-4-06-314040-8      | 30 luglio 2002              | —                           |
| 5  | 19 agosto 1992              | ISBN 978-4-06-314045-3      | 30 ottobre 2002             | —                           |
| 6  | 19 gennaio 1993             | ISBN 978-4-06-314054-5      | 30 aprile 2003              | —                           |
| 7  | 20 luglio 1993              | ISBN 978-4-06-314064-4      | 30 gennaio 2004             | —                           |
| 8  | 16 febbraio 1994            | ISBN 978-4-06-314076-7      | 30 agosto 2004              | —                           |
| 9  | 11 novembre 1994            | ISBN 978-4-06-314095-8      | —                           | —                           |
| 10 | 15 marzo 1995               | ISBN 978-4-06-314107-8      | —                           | —                           |

#### Seconda edizione
La serie è stata in seguito pubblicata nuovamente in otto volumi kanzenban, editi tra il 21 gennaio e il 20 giugno 2003 a serializzazione conclusa.
Nel settembre 2014, a distanza di dieci anni dall'interruzione della prima edizione italiana, l'etichetta Goen annunciò di aver dato inizio alla partnership con Kōdansha con l'acquisizione di Kiseijū. La pubblicazione è avvenuta in Italia a cadenza mensile, in una nuova edizione deluxe composta da otto volumi in formato 14 × 21 (seguenti la versione kanzenban giapponese), tra il 5 dicembre 2014 e il 30 gennaio 2016.
| Nº | Data di prima pubblicazione | Data di prima pubblicazione | Data di prima pubblicazione | Data di prima pubblicazione |
| Nº | Giapponese                  | Giapponese                  | Italiano                    | Italiano                    |
| -- | --------------------------- | --------------------------- | --------------------------- | --------------------------- |
| 1  | 21 gennaio 2003             | ISBN 978-4-06-334664-0      | 5 dicembre 2014             | ISBN 978-88-6712-305-6      |
| 2  | 21 gennaio 2003             | ISBN 978-4-06-334665-7      | 17 gennaio 2015             | ISBN 978-88-6712-321-6      |
| 3  | 19 febbraio 2003            | ISBN 978-4-06-334680-0      | 28 febbraio 2015            | ISBN 978-88-6712-334-6      |
| 4  | 19 febbraio 2003            | ISBN 978-4-06-334681-7      | 16 maggio 2015              | ISBN 978-88-6712-319-3      |
| 5  | 14 marzo 2003               | ISBN 978-4-06-334692-3      | 24 ottobre 2015             | ISBN 978-88-6712-348-3      |
| 6  | 21 aprile 2003              | ISBN 978-4-06-334697-8      | 14 novembre 2015            | ISBN 978-88-6712-379-7      |
| 7  | 21 maggio 2003              | ISBN 978-4-06-334722-7      | 28 novembre 2015            | ISBN 978-88-6712-407-7      |
| 8  | 20 giugno 2003              | ISBN 978-4-06-334734-0      | 30 gennaio 2016             | ISBN 978-88-6712-424-4      |

### Live action
Nel 2005 New Line Cinema acquistò i diritti cinematografici di Kiseijū e fu annunciata la produzione di un film ad opera di Jim Henson Productions e Don Murphy. Decaduti i diritti nel 2013, nacque una guerra di offerte da cui ne uscì vincitrice Toho, che decise di adattare il manga in una serie di due film live action, diretti da Takashi Yamazaki e interpretati da Shōta Sometani nei panni del protagonista Shinichi. La prima parte ha debuttato nei cinema giapponesi il 29 novembre 2014, mentre la seconda è uscita il 25 aprile 2015. In Australia il primo film è stato proiettato nelle sale cinematografiche da Madman Entertainment soltanto il 26 aprile 2015. Il 4 aprile 2024 Netflix ha pubblicato la serie TV coreana Kiseiju - La zona grigia tratta dal manga, che presenta una storia originale ed è diretta e sceneggiata da Yeon Sang-ho.

### Anime
Un adattamento anime, intitolato in originale Kiseijū: sei no kakuritsu (寄生獣 セイの格率?) e prodotto da Madhouse per la regia di Ken'ichi Shimizu, è andato in onda su NTV dall'8 ottobre 2014 al 25 marzo 2015. Le sigle di apertura e chiusura sono rispettivamente Let Me Hear dei Fear, and Loathing in Las Vegas e It's the Right Time di Daichi Miura. In Italia la serie è stata acquistata da Dynit e caricata su VVVVID il 27 dicembre 2016 fino all'11 maggio 2017, mentre in altre parti del mondo gli episodi sono stati trasmessi in streaming in simulcast da Animax Asia e da Crunchyroll; in particolare, in America del Nord, America Meridionale, Regno Unito, Australia e Nuova Zelanda i diritti sono stati acquistati anche da Sentai Filmworks.

#### Episodi
Nota: la maggior parte degli episodi prende il nome da opere letterarie famose.
| Stage | Titolo italiano Giapponese 「Kanji」 - Rōmaji                                                | Prima visione    | Prima visione    |
| Stage | Titolo italiano Giapponese 「Kanji」 - Rōmaji                                                | Giapponese       | Italiano         |
| 1     | La metamorfosi 「変身」 - Henshin                                                            | 8 ottobre 2014   | 27 dicembre 2016 |
| 2     | Il diavolo in corpo 「肉体の悪魔」 - Nikutai no akuma                                        | 15 ottobre 2014  | 27 dicembre 2016 |
| 3     | Simposio 「饗宴」 - Kyōen                                                                    | 22 ottobre 2014  | 2 marzo 2017     |
| 4     | Capelli scarmigliati 「みだれ髪」 - Midaregami                                               | 29 ottobre 2014  | 2 marzo 2017     |
| 5     | Lo straniero 「異邦人」 - Ihōjin                                                             | 5 novembre 2014  | 9 marzo 2017     |
| 6     | Il sole sorgerà ancora 「日はまた昇る」 - Hi wa mata noboru                                  | 12 novembre 2014 | 9 marzo 2017     |
| 7     | La strada fra le tenebre 「暗夜行路」 - An'ya kōro                                           | 19 novembre 2014 | 16 marzo 2017    |
| 8     | Punto di congelamento 「氷点」 - Hyōten                                                      | 26 novembre 2014 | 16 marzo 2017    |
| 9     | Al di là del bene e del male 「善悪の彼岸」 - Zen'aku no higan                               | 26 novembre 2014 | 23 marzo 2017    |
| 10    | Assurdo universo 「発狂した宇宙」 - Hakkyō-shita uchū                                        | 3 dicembre 2014  | 23 marzo 2017    |
| 11    | L'uccellino azzurro 「青い鳥」 - Aoi tori                                                    | 10 dicembre 2014 | 30 marzo 2017    |
| 12    | Anima e cuore 「こころ」 - Kokoro                                                            | 24 dicembre 2014 | 30 marzo 2017    |
| 13    | Buongiorno tristezza 「悲しみよこんにちは」 - Kanashimi yo kon'nichiwa                       | 7 gennaio 2015   | 6 aprile 2017    |
| 14    | Il gene egoista 「利己的な遺伝子」 - Rikoteki na idenshi                                     | 14 gennaio 2015  | 6 aprile 2017    |
| 15    | Qualcosa di sinistro sta per accadere 「何かが道をやって来る」 - Nanika ga michi o yattekuru | 21 gennaio 2015  | 13 aprile 2017   |
| 16    | Una famiglia felice 「幸福な家庭」 - Kōfuku na katei                                         | 28 gennaio 2015  | 13 aprile 2017   |
| 17    | L'avventura del detective morente 「瀕死の探偵」 - Hinshi no tantei                          | 4 febbraio 2015  | 20 aprile 2017   |
| 18    | Nascita del superuomo 「人間以上」 - Ningen'ijō                                              | 11 febbraio 2015 | 20 aprile 2017   |
| 19    | A sangue freddo 「冷血」 - Reiketsu                                                          | 18 febbraio 2015 | 27 aprile 2017   |
| 20    | Delitto e castigo 「罪と罰」 - Tsumi to batsu                                                | 25 febbraio 2015 | 27 aprile 2017   |
| 21    | Sesso e spirito 「性と聖」 - Sei to sei                                                      | 4 marzo 2015     | 4 maggio 2017    |
| 22    | Quiete e risveglio 「静と醒」 - Sei to sei                                                   | 11 marzo 2015    | 4 maggio 2017    |
| 23    | Vita e giuramento 「生と誓」 - Sei to sei                                                    | 18 marzo 2015    | 11 maggio 2017   |
| 24    | Parassita 「寄生獣」 - Kiseijū                                                               | 25 marzo 2015    | 11 maggio 2017   |

## Accoglienza
La serie ha vinto nel 1993 il Premio Kodansha per i manga nella categoria generale e nel 1996 il Premio Seiun come miglior manga dell'anno. Il primo film live action ha incassato invece circa 800 milioni di yen dopo due settimane dall'uscita.
Il manga è stato apprezzato anche da Rumiko Takahashi: in un'intervista risalente al 1992 pubblicata su Kappa Magazine n.5, l'autrice di Lamù e di Ranma ½ rispose che Kiseiju era l'opera più interessante tra i manga pubblicati allora, e che l'autore univa lacrime e amore con un'umanità fuori dal comune.
Nel sondaggio Manga Sōsenkyo 2021 indetto da TV Asahi, 150 000 persone hanno votato la loro top 100 delle serie manga e Kiseiju si è classificata al 60º posto.